# René Philoctète
René Philoctète (* 16. November 1932 in Jérémie; † 17. Juli 1995 in Port-au-Prince) war ein haitianischer Schriftsteller.

## Leben
René Philoctète wurde am 16. November 1932 in Jérémie, einer Gemeinde im äußersten Südwesten Haitis auf der Halbinsel Tiburon, geboren.
Er war in den 1960er Jahren Mitbegründer der literarischen Bewegung Spiralisme mit Jean-Claude Fignolé und Frankétienne. Später war er Gründungsmitglied der Bewegung Haiti Littéraire mit Anthony Phelps, Roland Morisseau, Serge Legagneur, Davertige und Auguste Ténor. Während des Regimes von François Duvalier („Papa Doc“) und Jean-Claude Duvalier („Baby Doc“) verließ er im Jahr 1966 Haiti und ging in das Exil nach Québec, wo er Mitglieder seiner literarischen Bewegung wiedertraf.
1992 reiste er für eine Woche nach Argentinien, um einen Preis des argentinischen Parlaments entgegenzunehmen.
Nach dem Ende der Diktatur der Duvaliers schrieb er eine Kolumne in der in Port-au-Prince erscheinenden Tageszeitung Le Nouvelliste, in der er in Form einer Chronik das alltägliche Geschehen der haitianischen Politik thematisierte.
René Philoctète starb am 17. Juli 1995 in Port-au-Prince.
Die Direction nationale du livre (DNL) von Haiti stiftete Mitte der 2010er Jahre den Prix National de la Poésie René Philoctète für schriftstellerischen Nachwuchs.

## Werk

### Romane
- Le Huitième Jour. Port-au-Prince: Éditions de l'an 2000, 1973.
- Le Peuple des terres mêlées. Port-au-Prince: Deschamps, 1989; bekannter in der englischen Übersetzung Massacre River
- Une saison de cigales. Port-au-Prince: Éditions Conjonction, 1993.
- Entre les Saints des Saints. Paris: Éditions Le Temps des Cerises, 2017

### Lyrik
- Saison des hommes. Port-au-Prince: 1960.
- Margha. Illustrationen von Luckner Lazard. Port-au-Prince: Art Graphique Presse, 1961.
- Les Tambours du soleil. Port-au-Prince: Imprimerie des Antilles, 1962.
- Promesse. Port-au-Prince: 1963
- Et caetera. Port-au-Prince: 1967; Neuauflage Port-au-Prince: Atelier Fardin, 1974.
- Ces îles qui marchent. Port-au-Prince: Spirale, 1969; Neuauflage Port-au-Prince: Éditions Mémoire, 1992.
- Margha; Les tambours du soleil; et Ces îles qui marchent. Erweiterte Auflage mit Lyrik von René Depestre, Roger Dorsinville und Roland Morisseau, Nendeln: Kraus Reprint, 1970.
- Herbes folles. Port-au-Prince: 1982.
- Ping-Pong politique. Port-au-Prince: 1987.
- Caraïbe. Port-au-Prince: 1982; Neuauflage Port-au-Prince: Éditions Mémoire, 1995.
- Anthologie poétique. Herausgegeben und präsentiert von Lyonel Trouillot. Paris: Actes Sud, 2003.[6]

### Kurzgeschichten
Unter dem Titel Il faut dès fois que les dieux meurent (Die Götter müssen sterben) erschienen 1992 in Port-au-Prince:
- La petite sœur aux cheveux corbeaux
- Les fiancés du Maquis de Château
- Les alouettes du miroir
- Fleurs de quénepiers et mariage d'enfants
- Le Président et les ballons stupides

### Dramen
- Rose morte. Port-au-Prince: 1962, mimiographisierter Text
- Boukman, ou le rejeté des enfers. Port-au-Prince: 1963, mimiographisierter Text
- Escargots. Port-au-Prince: 1965, mimiographisierter Text
- Monsieur de Vastey. Port-au-Prince: Éditions Fardin, 1975.